# Peninsula Tihany

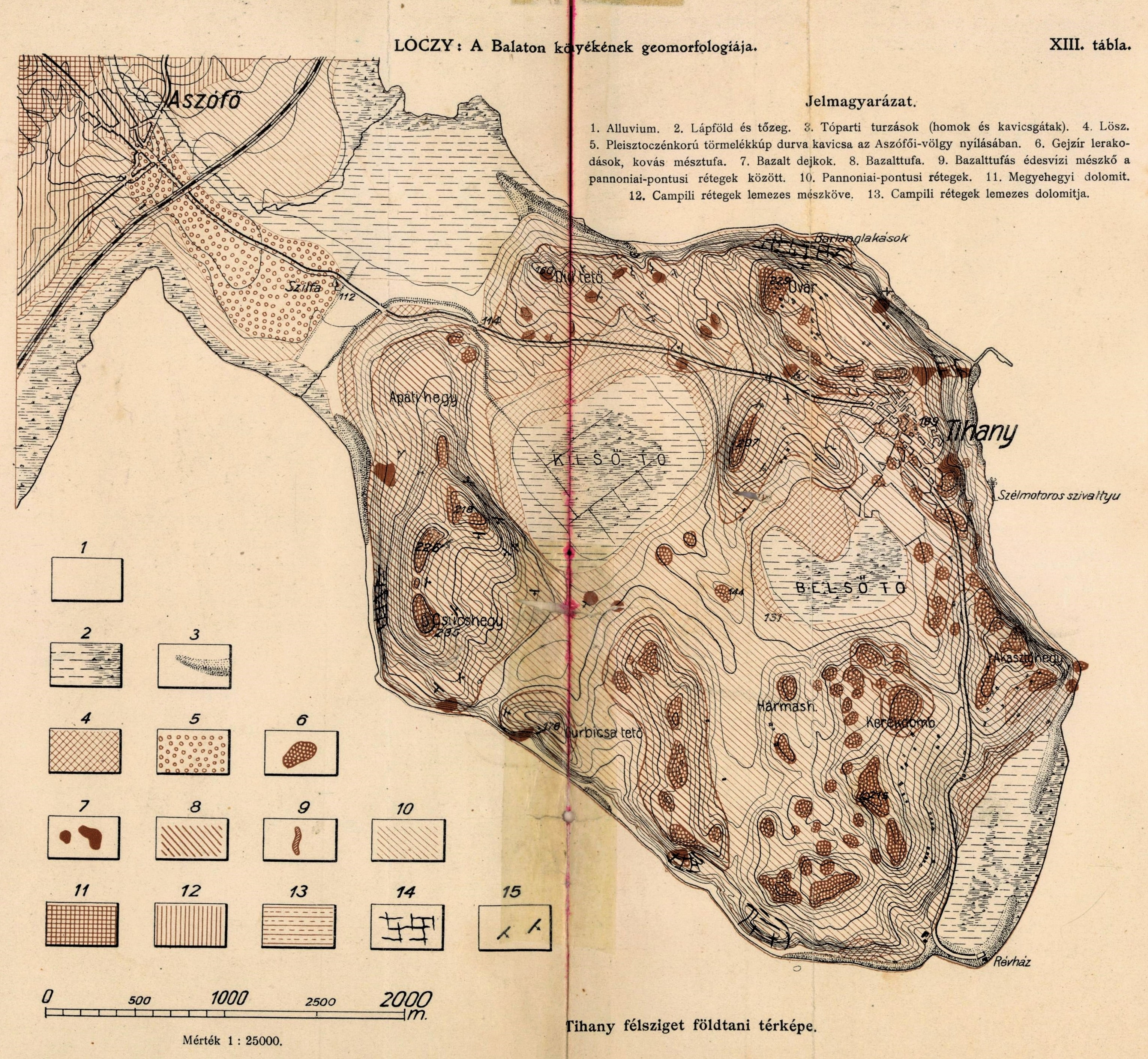
Peninsula Tihany pe o hartă din 1896.

Peninsula Tihany (în maghiară Tihanyi-félsziget) este o peninsulă din Ungaria. Ea se află în județul Veszprém din partea de vest a țării, la 110 km sud-vest de capitala Budapesta. Este înconjurată din trei părți (vest, sud și est) de apele lacului Balaton, iar pe teritoriul ei se află lacul Belső-tó.

## Geografie
Peninsula se află pe malul nordic al lacului și ajunge la o distanță de aproximativ 1,5 km de malul sudic. Lungimea peninsulei este de aproximativ 5,5 km, iar lățimea maximă este de aproximativ 3,5 km. Peninsula este legată de malul nordic al lacului printr-un istm îngust și mlăștinos. În trecut, actuala peninsulă era o insulă. Cel mai înalt punct al peninsulei, dealul Csúcs-hegy, se află în partea de vest la o altitudine de 232 m deasupra nivelului mării și, prin urmare, la aproximativ 130 de metri deasupra nivelului lacului Balaton. Alte câteva dealuri ating sau depășesc ușor nivelul de 200 m deasupra nivelului mării. Peninsula este formată în principal din bazalt și tufuri vulcanice, existând numeroase urme de activitate vulcanică din perioada antică. S-au descoperit aici rămășițele a aproximativ 110 gheizere din era terțiară și mai noi, cu conuri înalte de câteva zeci de metri, de unde țâșnește apă fierbinte. Cel mai mare dintre ele, cu o înălțime de 30 m, se numește „Casa de Aur” (în maghiară Aranyhaz), datorită culorii galbene intense ale lichenilor care îl acoperă. Alte particularități naturale ale peninsulei sunt cele două lacuri formate în craterele foștilor vulcani: Belső-tó și Külső-tó.
În partea estică a peninsulei se află satul Tihany, cunoscut printre altele pentru vechea clădire țărănească de la sfârșitul secolului al XVIII-lea și începutul secolului al XIX-lea și pentru vechea abație benedictină. În partea de vest se află ruinele din piatră ale bisericii parohiale romanice din fostul sat Apáti, construită în 1267. În extremitatea sudică a peninsulei este portul de iahturi și portul de agrement al Flotei Balatonului (inclusiv feribotul pentru malul sudic al lacului Balaton), precum și mai multe hoteluri și alte facilități turistice.
În 1952 peninsula Tihany a fost declarată primul parc național din Ungaria. În prezent, începând din 1997, întreaga peninsulă este inclusă în Parcul Național Dealurile Balatonului (în maghiară Balaton-felvidéki Nemzeti Park).

## Climă
Peninsula se află în zona climatică hemiboreală. Temperatura medie anuală în zona este de 11°C. Cea mai caldă lună este iulie, când temperatura medie este de 25°C, iar cea mai rece lună este februarie, cu 0°C. Media anuală de precipitații este de 913 mm. Cea mai ploioasă lună este luna septembrie, cu o medie de 115 mm de precipitații, iar cea mai secetoasă este aprilie, cu o medie de 50 mm de precipitații.